# Maria Kurecka
Maria Kurecka (Kurecka-Wirpszowa) (ur. 20 lipca 1920 w Płocku, zm. 10 stycznia 1989 w Berlinie) – polska pisarka, tłumaczka literatury angielskiej, francuskiej i niemieckiej.

## Życiorys
W latach 1921–1939 mieszkała w Gdańsku, gdzie jej ojciec (posiadający obywatelstwo gdańskie) był dość zamożnym przedsiębiorcą w branży spedycji międzynarodowej. Ukończyła Liceum Sióstr Niepokalanek w Szymanowie i tam w 1939 r. uzyskała maturę. Po wybuchu wojny władze III Rzeszy skonfiskowały ojcu mieszkanie w Gdańsku i cały majątek, a w 1940 r. osadziły go w Dachau, gdzie niebawem zmarł. Kurecka po kilkumiesięcznym pobycie w Berlinie, we wrześniu 1940 r. znalazła się w Warszawie i tam spędziła cały okres okupacji. W powstaniu warszawskim wzięła udział jako pielęgniarka.
W 1945 r. wyszła za Witolda Wirpszę, w następnym roku urodziła syna Aleksandra, znanego jako Leszek Szaruga. W latach 1947–1956 mieszkała w Szczecinie. Zadebiutowała w 1948 r. na łamach „Wiadomości Literackich” jako tłumaczka Dżumy A. Camusa. Wspólnie z mężem tłumaczyła Doktora Faustusa T. Manna. W latach 1955–1970 zamieszkiwała w Warszawie. W tym okresie powstawały jej najważniejsze tłumaczenia (często wraz z mężem): Gra szklanych paciorków i Demian H. Hessego, opowiadania T. Manna, Śmierć Wergiliusza H. Brocha, Młyn Lewina J. Bobrowskiego. Wspólnie z Witoldem Wirpszą przygotowała antologię Z poezji Wietnamu (1962). Zajmowała się też własną twórczością: napisała książki biograficzne o H. Ch. Andersenie i T. Mannie oraz esej Diabelne tarapaty. Atmosfera w Polsce po marcu 1968 r. skłoniła ją do emigracji wraz z mężem; w 1970 r. oboje wyjechali do Austrii, następnie przebywali w Szwajcarii i Berlinie Zachodnim. Na Wolnym Uniwersytecie Berlina Kurecka ukończyła studia romanistyczne. Współpracowała z Rozgłośnią Polską Radia Wolna Europa i z prasą emigracyjną – paryską „Kulturą” i berlińskim „Archipelagiem”.
- Dzieje Jana Sebastiana Bacha (1952)
- Jan Chrystian Andersen, opowieść (1965)
- Diabelne tarapaty, esej o sztuce przekładu (1970)
- Trzydzieści wierszy, wyd. Oficyna Literacka, Kraków 1987
- Czarodziej. Rzecz o Tomaszu Mannie, wyd. Oficyna Literacka, Kraków 1993 – książka napisana jeszcze przed 1970 r., jednak jej wydanie zostało wstrzymane przez PRL-owską cenzurę z powodu emigracji autorki
- Niedokończona gawęda, wyd. Tower Press, Gdańsk 2000 (ISBN 83-87342-20-3) – wydana pośmiertnie autobiografia, doprowadzona tylko do lat okupacyjnych w Warszawie.